# White Pepper
Albums de Ween
The Mollusk
(1997) Quebec
(2003)
Singles
1. Even If You Don't
Sortie : 2000
2. Stay Forever
Sortie : 2000

White Pepper est le septième album studio du groupe de rock américain Ween, publié chez Elektra Records le 2 mai 2000. L'album est porté par les singles Even If You Don't et Stay Forever. Il est considéré par la critique comme « l'album le plus accessible du groupe » pour ses sonorités pop et arena rock et le manque d’obscénité commununes aux précédents albums du groupe.

## Fiche technique

### Liste des titres
| White Pepper | White Pepper               | White Pepper | White Pepper | White Pepper | White Pepper | White Pepper | White Pepper | White Pepper | White Pepper |
| No           | Titre                      | Durée        |              |              |              |              |              |              |              |
| ------------ | -------------------------- | ------------ | ------------ | ------------ | ------------ | ------------ | ------------ | ------------ | ------------ |
| 1.           | Exactly Where I'm At       | 4:31         |              |              |              |              |              |              |              |
| 2.           | Flutes of Chi              | 3:30         |              |              |              |              |              |              |              |
| 3.           | Even If You Don't          | 3:25         |              |              |              |              |              |              |              |
| 4.           | Bananas and Blow           | 3:34         |              |              |              |              |              |              |              |
| 5.           | Stroker Ace                | 2:08         |              |              |              |              |              |              |              |
| 6.           | Ice Castles (instrumental) | 2:05         |              |              |              |              |              |              |              |
| 7.           | Back to Basom              | 3:46         |              |              |              |              |              |              |              |
| 8.           | The Grobe                  | 3:32         |              |              |              |              |              |              |              |
| 9.           | Pandy Fackler              | 3:57         |              |              |              |              |              |              |              |
| 10.          | Stay Forever               | 3:32         |              |              |              |              |              |              |              |
| 11.          | Falling Out                | 2:28         |              |              |              |              |              |              |              |
| 12.          | She's Your Baby            | 3:00         |              |              |              |              |              |              |              |
| 39:35        |                            |              |              |              |              |              |              |              |              |

| Format vinyle | Format vinyle              | Format vinyle | Format vinyle | Format vinyle | Format vinyle | Format vinyle | Format vinyle | Format vinyle | Format vinyle |
| No            | Titre                      | Durée         |               |               |               |               |               |               |               |
| ------------- | -------------------------- | ------------- | ------------- | ------------- | ------------- | ------------- | ------------- | ------------- | ------------- |
| A1.           | Exactly Where I'm At       | 4:31          |               |               |               |               |               |               |               |
| A2.           | Flutes of Chi              | 3:30          |               |               |               |               |               |               |               |
| A3.           | Even If You Don't          | 3:25          |               |               |               |               |               |               |               |
| A4.           | Bananas and Blow           | 3:34          |               |               |               |               |               |               |               |
| A5.           | Stroker Ace                | 2:08          |               |               |               |               |               |               |               |
| A6.           | Ice Castles (instrumental) | 2:05          |               |               |               |               |               |               |               |
| B1.           | Back to Basom              | 3:46          |               |               |               |               |               |               |               |
| B2.           | The Grobe                  | 3:32          |               |               |               |               |               |               |               |
| B3.           | Pandy Fackler              | 3:57          |               |               |               |               |               |               |               |
| B4.           | Stay Forever               | 3:32          |               |               |               |               |               |               |               |
| B5.           | Falling Out                | 2:28          |               |               |               |               |               |               |               |
| B6.           | She's Your Baby            | 3:00          |               |               |               |               |               |               |               |
| 39:35         |                            |               |               |               |               |               |               |               |               |

### Musiciens
- Gene Ween – chant, guitare électrique, guitare acoustique
- Dean Ween – chant, guitare électrique, guitare acoustique
- Dave Dreiwitz – guitare basse
- Claude Coleman Jr. – batterie, percussions
- Glenn McClelland – synthétiseur

#### Musiciens additionnels
- Stu Basore
- Jane Scarpantoni
- Chris Shaw
- Russel Simins
- Vaneese Thomas
- Angela Clemmons
- Mark McDonald
- Greg Frey
- Pat Frey (piste 12)
- Danny Madorsky

### Production
White Pepper est produit et édité par la maison de disque Elektra Records.

#### Équipe de production
- Chris Shaw – production, mixage
- Damien Shannon – assistant enregistrement
- Danny Madorsky – assistant enregistrement
- Jim Woolsey – assistant enregistrement
- Phil Painson – assistant enregistrement
- Howie Weinberg – mastering

#### Direction artistique
- Gregory Burke – direction artistique
- Jon Weiss – peinture
- Danny Clinch – photographie